# پروتون تیارا
پروتون تیارا یک اتومبیل مالزیایی است که بر اساس سیتروئن ای‌اکس ساخته شده‌است این خودرو از سال ۱۹۹۶ تا ۲۰۰۰ توسط خودروسازی پروتون ساخته شده‌است.

## تاریخچه

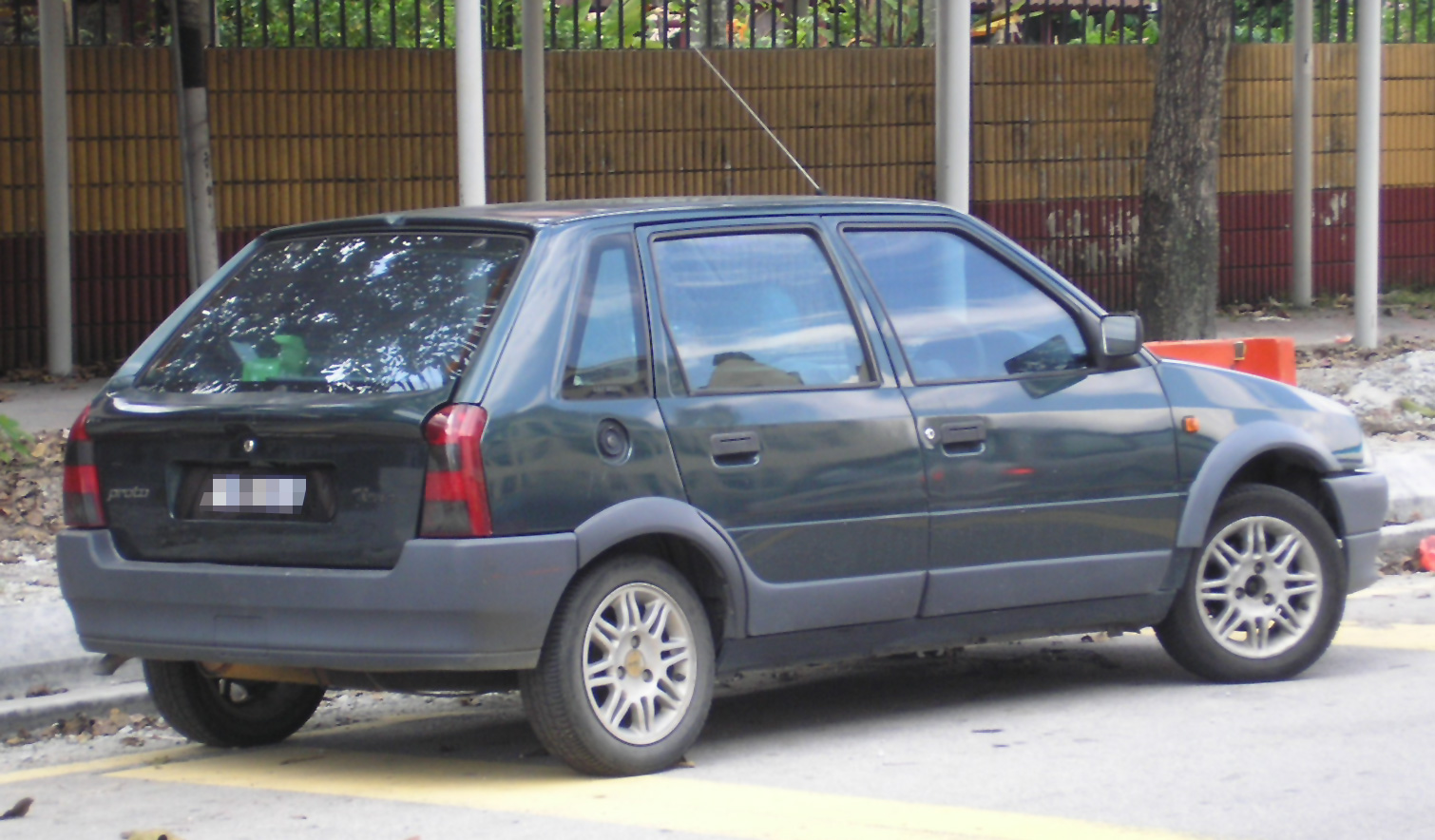
عقب پروتون تیارا

پیدایش تیارا نتیجه توافق در اواسط دهه ۱۹۹۰، بین پروتون و گروه پی‌اس‌ای، بود. بنابرین این خودرو از پلتفرم و موتورهای تولیدی پی‌اس‌ای استفاده می‌کرد.

## طراحی
شکل ظاهری تیارا با سیتروئن ای‌ایکس یکسان است. تنها تفاوت‌های ظاهری این دو خودرو شامل سپرهای مختلف و خوشه‌های چراغ عقب بود. این خودرو به یک موتور ۱٫۱ لیتری ۶۰ اسب بخاری و جعبه دنده ۵ سرعته دستی مجهز بود.